# Ладижинське водосховище
Лади́жинське водосховище — велике водосховище на річці Південний Буг. Розташоване у Вінницькій області, на межі Гайсинського і Тульчинського районів.
Гребля водосховища розташована неподалік від північної околиці міста Ладижин. Створене 1964 року як водойма-охолоджувач Ладижинської ТЕС.

## Опис

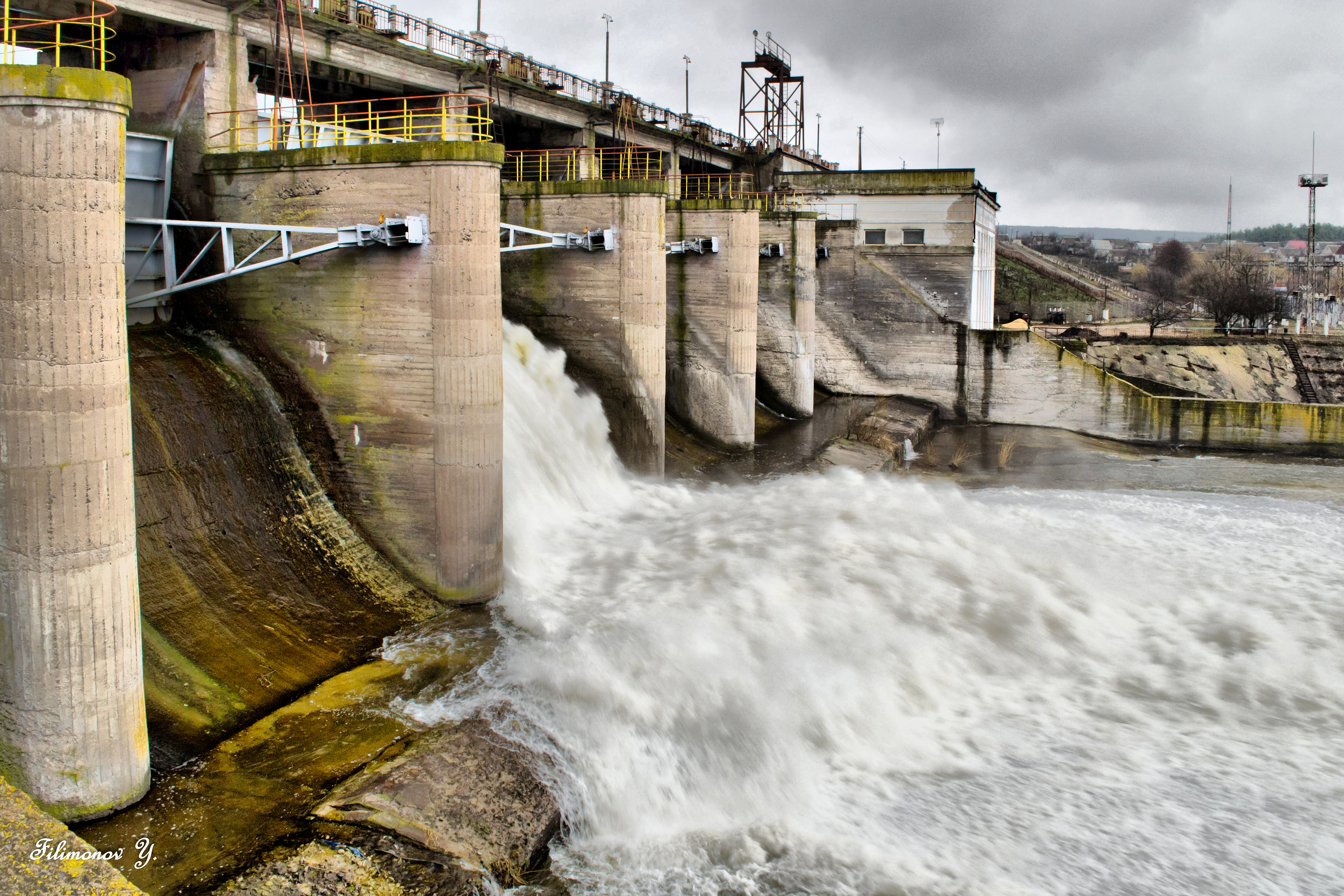
Гребля Ладижинського водосховища

Довжина водосховища 45 км, площа 20,8 км², пересічна глибина 7,2 м, максимальна глибина (біля греблі) — 17,8 м, об'єм водосховища — 0,15 км³. 
Праві береги водосховища переважно низькі, ліві — високі, подекуди урвисті. Берегова лінія у верхній та середній частинах дуже звивиста. 
Мінералізація води  може коливатися від 460 до 710 мг/л, максимальних значень досягає взимку. Вміст розчинного кисню улітку знижується внаслідок цвітіння води. Термічний і льодовий режими значною мірою залежать від надходження підігрітих вод Ладижинської ТЕС. Влітку температура поверхневих вод сягає +28 °C і більше, взимку — пересічно +5, +6 (біля греблі). На глибині 10—12 м, у межах корінного річища, вплив підігрітих вод не поширюється. 
Ладижинське водосховище — руслове, тижневого регулювання. Коливання рівня води протягом року близько 1,5 м.
Серед водяної рослинності — стрілолист, куга озерна, очерет. Іхтіофауна водосховища нараховує понад 50 видів риб. Водяться карась, сазан (короп), щука, окунь, плітка, краснопірка, лящ, сом та інші риби.Трапляються й червонокнижні: марена, ялець та йорж-носар.  У прибережних заростях  гніздуються птахи.  
Воду, крім цільового призначення, використовують для технічного водопостачання, судноплавства і зрошування. Ладижинське водосховище використовується як ставок-охолоджувач Ладижинської ТЕС.
На берегах розташовано багато місць відпочинку.

## Мор риби (2023)
3 жовтня 2023 через забруднення річки Південний Буг на Ладижинському водосховищі було знищено єдину в Україні ферму племінного азовського осетра. У господарстві, яке переїхало з Маріуполя, загинуло 9 тон червонокнижної риби, у тому числі білуга, осетри російські, ленскі, бестера, вислоноси та уся молодь. Вартість загиблої риби з чорною ікрою за оцінками сягає понад два мільйони доларів.
Власник акваферми вважає, що риба загинула через забруднення від насосної станції Вінницької птахофабрики, яка знаходиться в кількох кілометрах від акваферми:
|                                                              | Коли у водосховищі цвіте вода, обладнання [птахофабрики] забруднюється, і щоб відмити органіку, його восени промивають каустиком, тобто каустичною содою. ... Нас завжди виручало те, що Ладижинська теплоелектростанція прокачувала аеровану воду, яка вливалася у наші понтони, що підвищувало рівень розчинного кисню. 3 жовтня вона була на ремонті. |
| — Олександр Корх, власник акваферми Ukrainian Caviar Berry., | |

Компанія МХП, якій належить птахофабрика, заперечує всі звинувачення.